# 676 Melitta
676 Melitta
676 Melitta là một tiểu hành tinh ở vành đai chính. Nó được P. Melotte phát hiện ngày 16.01.1909 ở Greenwich, và được đặt theo tên Melitta, dạng ngôn ngữ thành Athens của tên Melissa trong tiếng Hy Lạp, một nữ thần biến thành con ong (và cũng ám chỉ tới tên người phát hiện là Melotte)